# Блок Л (розгінний блок)
Блок Л — четвертий ступінь ракети-носія «Молнія» (8К78). Перший з радянських ракетних блоків, що мав можливість запуску в невагомості.

## Призначення
Був створений для міжпланетних експедицій на Венеру і Марс, використовувався для запуску місячних станцій «Луна-4»… «Луна-14», АМС «Венера-1» … «Венера-8», «Марс-1», «Зонд-1»… «Зонд-3». Перший політ в 1960, але до запуску блоку Л тоді не дійшло через недоробки конструкції. Перший успішний пуск — 12 лютого 1961, з АМС «Венера-1».

## Поточний стан
Всього виготовлено більше 300 екземплярів блоку Л для ракет «Молнія» і «Молнія-М».
Експлуатація ракети-носія «Молнія-М» завершиться 30 вересня 2010 року, останній екземпляр ракети було використано для запуску супутника «Око» системи СПРН. Станом на 2014 року для запусків на високоеліптичні орбіти використовувалася аналогічна за класом РН «Союз-2» з РБ «Фрегат», що володіла гнучкішими можливостями виведення на різні траєкторії.